# Neuvy-le-Roi
Neuvy-le-Roi ist eine französische Gemeinde mit 1061 Einwohnern (Stand 1. Januar 2022) im Département Indre-et-Loire in der Region Centre-Val de Loire; sie gehört zum Arrondissement Chinon und zum Kanton Château-Renault. Die Bewohner werden Noviciens und Noviciennes genannt.
Das Gemeindegebiet wird vom Fluss Vandœuvre durchquert.

## Bevölkerungsentwicklung
| 1962 | 1968 | 1975 | 1982 | 1990 | 1999 | 2005 | 2018 |
| ---- | ---- | ---- | ---- | ---- | ---- | ---- | ---- |
| 1206 | 1096 | 1060 | 982  | 1001 | 1107 | 1168 | 1084 |

## Sehenswürdigkeiten
- Kirche Saint-Vincent (12.–13. Jahrhundert), seit 1921 als Monument historique klassifiziert
- Ehemalige Kirche Saint-André (10.–12. Jahrhundert), heute Ausstellungsraum, Fassaden und Dächer seit 1992 als Monument historique eingeschrieben
- Reste der Burg Beauvais (13./14. Jahrhundert)
- Reste des Schlosses La Mauvissière (16. Jahrhundert)
- Schloss La Martinière aus dem 19. Jahrhundert
- Schloss La Martinerie aus dem 16. Jahrhundert
- Schloss Le Rouvre aus dem 16. Jahrhundert, seit 1971 als Monument historique eingeschrieben
- Ehemaliges Schloss Le Bois, heute Bauernhof, aus dem 14. Jahrhundert
- Herrenhaus im Weiler La Thivinière aus dem 16. Jahrhundert

## Persönlichkeiten
- Armand Moisant (1838–1906), französischer Ingenieur und Industrieller

## Städtepartnerschaften
- Pocklington, England
- Bajest, Rumänien